# Phytometra orgiae
Phytometra orgiae là một loài bướm đêm trong họ Erebidae.